# Позначення Баєра
Позна́чення Ба́єра — позначення зір літерами грецького алфавіту з додаванням скороченої назви сузір'я, запропоновані Йоганном Баєром в зоряному атласі «Uranometria» (опублікований у 1603 р.). Широко застосовуються досі для яскравих зір (видимих неозброєним оком), хоча з того часу з'явилися й інші системи позначення, що охоплюють набагато більшу кількість зір.

## Логіка системи
Принцип позначень Баєра заснований на блиску зір: найяскравіша зоря сузір'я зазвичай позначалася літерою α, друга за яскравістю — β тощо.

## Винятки
Цього правила, однак, не завжди дотримувався сам Баєр, що іноді користувався іншими критеріями. Так, у випадках, коли зорі сузір'я були приблизно однаковими за яскравістю, він брав до уваги їх відносне розташування. Наприклад, у сузір'ї Велика Ведмедиця зорі астеризму «Ківш» позначені не в порядку яскравості, а в порядку розташування в астеризмі. Інший критерій Баєра — схилення: із двох приблизно однакових за яскравістю зір він віддавав пріоритет більш північній. Так, у сузір'ї Близнят яскравіший Поллукс розташований на південь від Кастора, який дещо поступається йому за блиском, тому Поллукс позначений як β Близнят, а Кастор — α Близнят. У деяких випадках, міркування, якими керувався Баєр, зрозуміти складніше. Так, наприклад, порядок позначень у сузір'ї Великого Пса суттєво відрізняється від розподілу за яскравістю (крім головної зорі сузір'я α CMa — Сіріуса) і здається довільним.
Крім того, деякі зорі в позначеннях Баєра зараз належать до інших сузір'їв. Дві зорі, розташовані на межі сузір'їв, мали подвійні позначення: β Тельця (γ Візничого) і α Андромеди (δ Пегаса).
Кратні зорі позначаються літерами з індексом, наприклад, π 1, π 2,  π  3 ,  π  4 ,  π  5  і  π  6  Оріона.
Позначення зір латинськими літерами не належать до системи позначень Баєра. Зокрема, позначення змінних зір (великими латинськими літерами) були запроваджені значно пізніше.